# چرخ‌ریسک جلوچشم‌سیاه هندی
چرخ‌ریسک جلوچشم‌سیاه هندی (نام علمی: Parus aplonotus) نام یک گونه از سرده چرخ‌ریسک است.